# Weltzheimer/Johnson House
La Weltzheimer / Johnson House es una casa de estilo Usonia diseñada por Frank Lloyd Wright en Oberlin, Ohio. Ahora propiedad del Oberlin College, es parte del Allen Memorial Art Museum. La casa fue originalmente la residencia de Charles Weltzheimer.

## Estilo

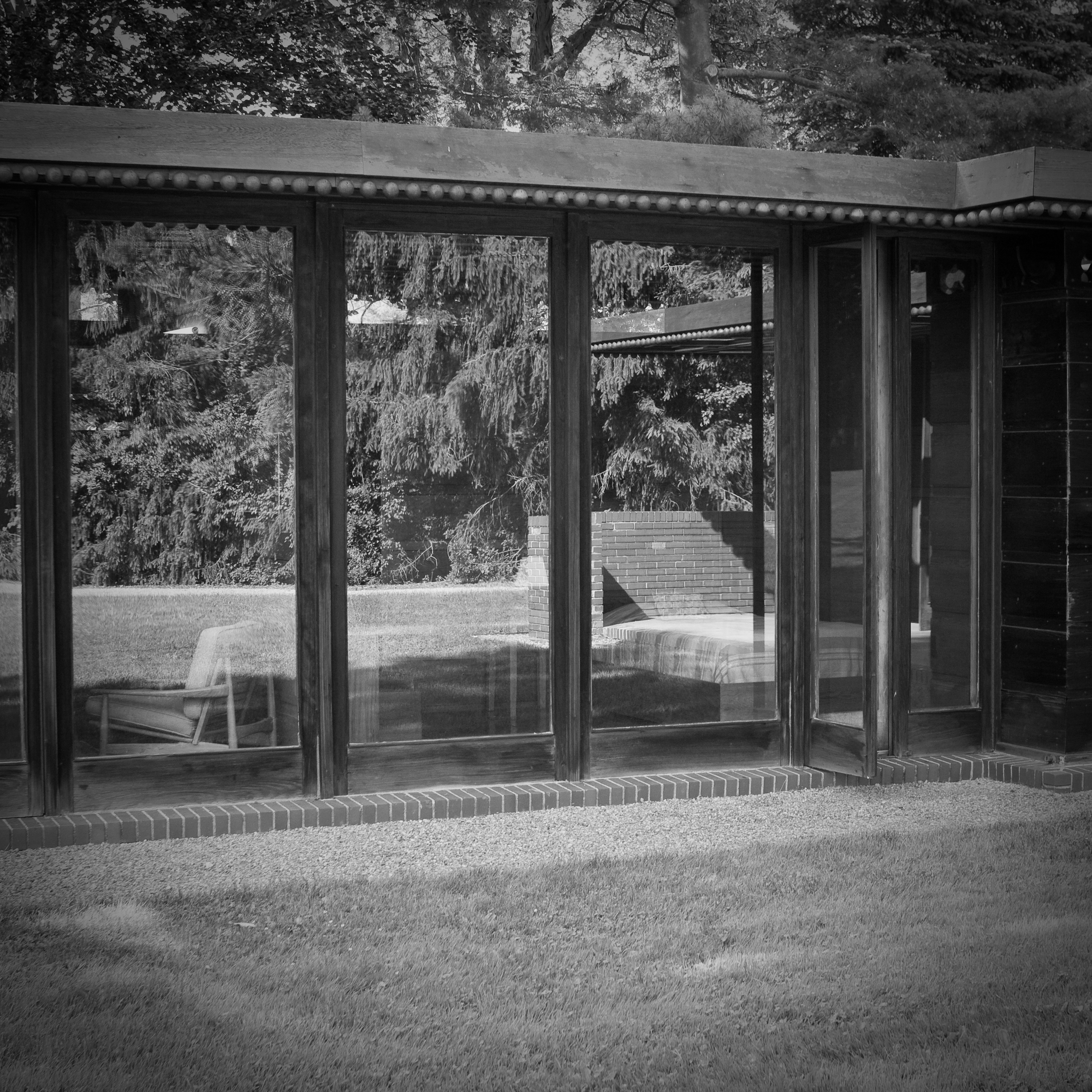

La primera de las nueve casas usonianas que se construyeron en Ohio, tiene las características típicas del estilo usoniano: construcción de ladrillo, una planta en forma de "L", un techo plano con grandes aleros y una cochera. Sin embargo, la casa Weltzheimer es inusual en varios aspectos. Es la única usoniana construida fuera de California que utilizó madera de secoya en su construcción. Los motivos curvilíneos inusualmente elaborados en los paneles de la oficina son exclusivos de esta casa. El propio Wright también creó un plan detallado del paisaje para la propiedad. 
La Casa Weltzheimer / Johnson es otra expresión de la respuesta de Wright a la demanda de casas de clase media hermosas y asequibles en los Estados Unidos posteriores a la Segunda Guerra Mundial. Al combinar la innovación con los materiales y técnicas de construcción básicos, los conceptos de la arquitectura orgánica evolucionaron en estas características usonianas: un plan de piso fluido con distintas alas públicas y privadas, un piso de losa de hormigón con rejilla con calor radiante, un techo plano y un voladizo que forma una cochera, mampostería para las chimeneas, paredes de madera y listones, con muebles sencillos incorporados, y altas paredes de vidrio y puertas que se abren al paisaje. 
La casa Weltzheimer / Johnson utiliza mampostería de ladrillo y madera roja y tiene varias características distintivas, incluidos los cientos de bolas de croquet tintadas que forman la ornamentación dentaria del techo cuyo motivo circular se refleja en las pantallas de paneles de sombra y las columnas de ladrillo interior que separan el living del "espacio de trabajo", el nombre de Wright para la cocina en sus hogares usonianos.

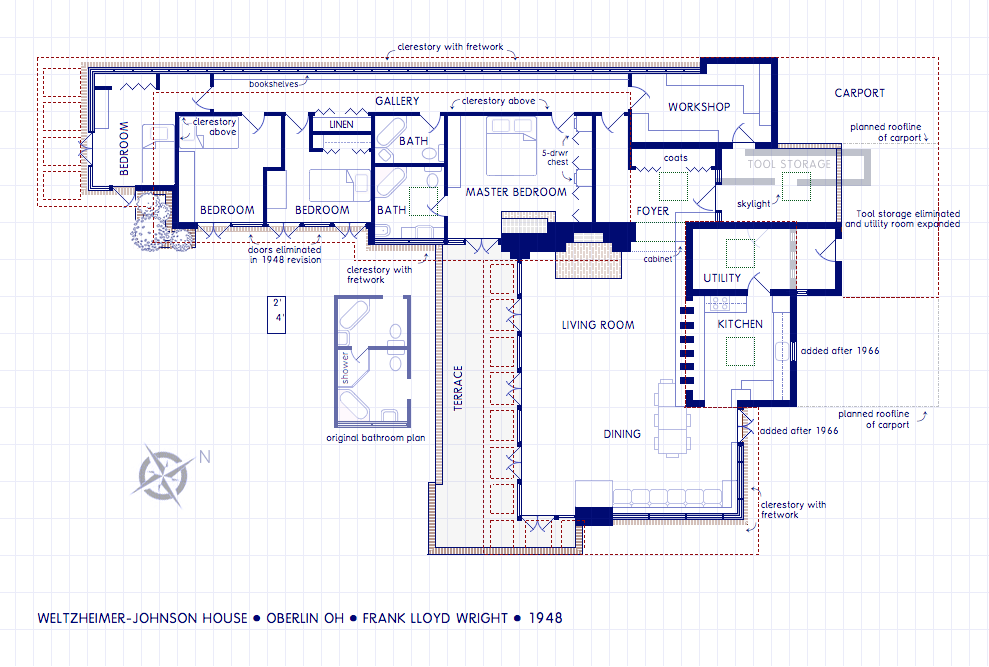
Planta baja

## Historia
Charles y Margaret Weltzheimer encargaron la casa en 1947, un año después de que se mudaran a Oberlin para vivir cerca de un negocio del que Charles era copropietario. El presupuesto original para el proyecto fue de 15 000 $, pero el costo final fue de dos a tres veces mayor, posiblemente tanto como 50 000 $, los registros precisos se perdieron o no se guardaron. Los primeros planos se entregaron en mayo de 1948 y, aunque aún quedaban muchos trabajos interiores por completar, la familia se mudó a la casa en abril de 1949. Un aprendiz de Taliesin supervisó la construcción. El propio Wright nunca visitó el sitio. 
La casa estaba en un ángulo del terreno, tanto para maximizar la exposición al sol de invierno como para mejorar las vistas de la propiedad circundante. El plan paisajístico de la propiedad incluía un pequeño huerto de 33 árboles frutales plantados en filas diagonales que coincidían con la orientación de la casa; un camino de grava a lo largo del borde este de la propiedad y "arbustos de bayas" en los bordes oeste y sur. Se planeó un jardín rectangular adyacente al ala del dormitorio y un seto de plantas perennes extendieron la pared seleccionada hacia el paisaje. Los Weltzheimer siguieron a grandes rasgos el plan de Wright, incluida la plantación del huerto, aunque nunca se adhirieron estrictamente a él. 
La casa permaneció en la familia Weltzheimer hasta principios de los años sesenta. Los siguientes dos propietarios hicieron cambios drásticos en la propiedad. Primero retiraron muchas de las plantaciones originales y plantaron numerosos árboles cerca de la casa, rompiendo la conexión visual desde el interior hacia el exterior. Un propietario también instaló una columna de ladrillo para soportar un voladizo del techo que se hundía. Un especulador compró la casa en 1966 y subdividió la propiedad en cuatro parcelas. La casa fue pintada y se agregaron bajantes. En el interior, se instalaron encimeras de formica blanca y armarios de caoba en la cocina. Las paredes de ladrillo y secoya en la sala de estar estaban pintadas de blanco. Otros cambios significativos se hicieron en cada habitación de la casa. 
En 1968, Ellen H. Johnson , profesora de arte moderno en el Oberlin College, compró la casa. Compró la casa para evitar daños mayores y pronto se embarcó en una restauración de enormes proporciones que continuó durante los 25 años en que fue propietaria de la casa. Johnson también comenzó a deshacer algunos de los cambios en el paisaje para restaurar la sensación de serenidad y conexión que Wright pretendía. 
En la década de 1970, preocupada por el futuro de la casa, Ellen Johnson hizo los arreglos para que la casa se transfiriera al Oberlin College tras su muerte. Para asegurarse de que el hogar se mantuviera adecuadamente y de que la universidad no se deshiciera de ella, también organizó una dotación de mantenimiento. 
Ellen Johnson murió en 1992, y la casa fue transferida al Oberlin College. Hoy en día, la casa es operada por el Museo de Arte Allen Memorial y tiene horarios de puertas abiertas en público el primer domingo de cada mes. A partir de 2009, la Casa Weltzheimer / Johnson ha iniciado cierres estacionales para preservar la casa y protegerla del desgaste extremo. La casa ahora está cerrada de diciembre a febrero, reabriendo para visitas públicas a puertas abiertas en abril.

## Otras lecturas
"Frank Lloyd Wright at Oberlin: The Story of the Weltzheimer/Johnson House", Allen Memorial Art Museum Bulletin, Volume XLIX, No. 1, 1995